# Üllés
Üllés es un pueblo húngaro perteneciente al distrito de Mórahalom, condado de Csongrád-Csanád.

## Superficie
Cuenta con una superficie de 49,93 km².

## Demografía
Hasta 2024 la población era de 3071 habitantes, con una densidad de población de 61,50 hab/km².
| Gráfica de evolución demográfica de Üllés entre 2020 y 2024 |
|                                                             |
| Datos según la Oficina Central de Estadística de Hungría.   |